# Marek Sawicki

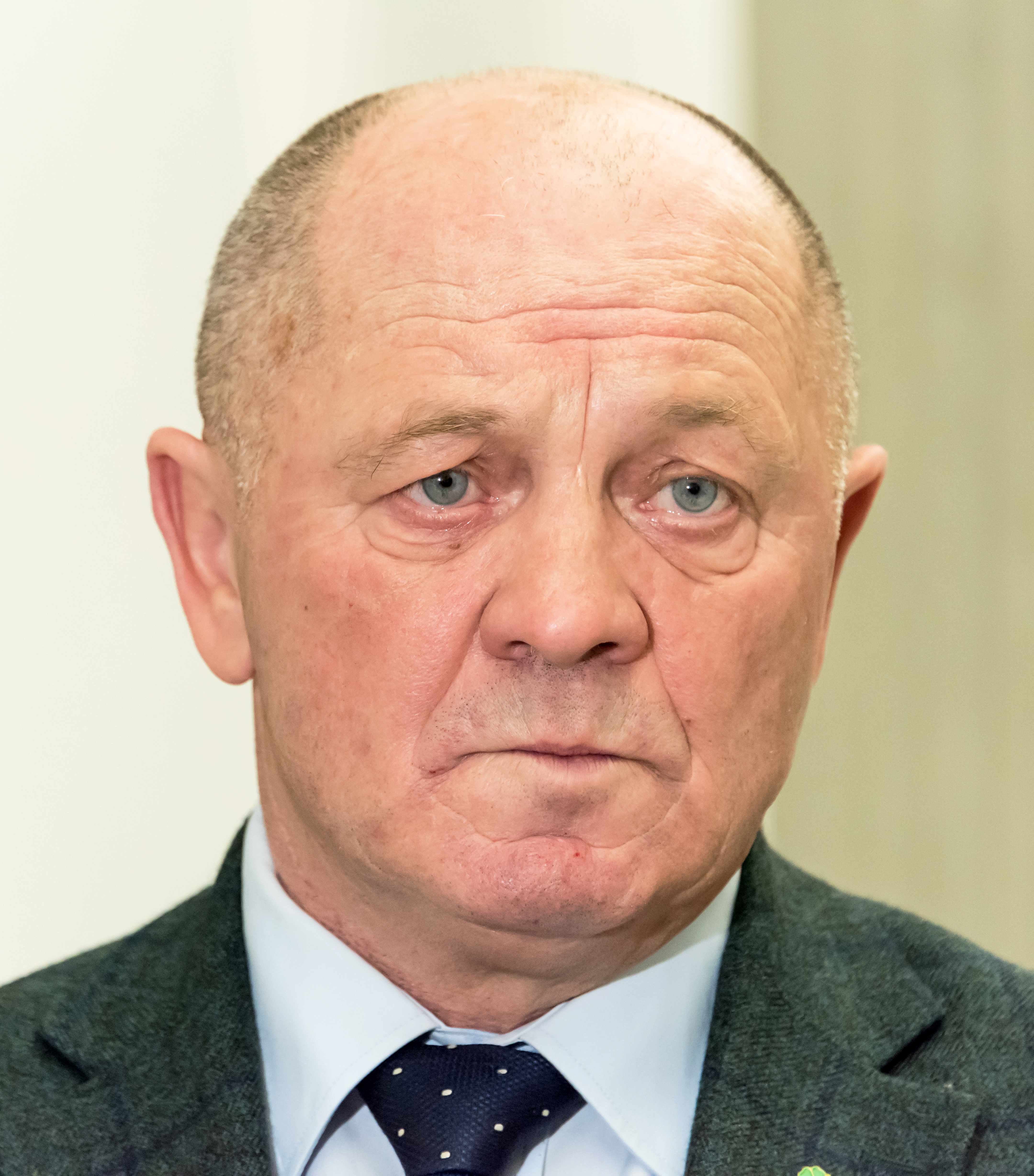
Marek Sawicki (2023)

Marek Wacław Sawickiⓘ (* 8. April 1958 in Sawice-Dwór, Woiwodschaft Masowien) ist ein polnischer Politiker. Er war von November 2007 bis Juli 2012 Landwirtschaftsminister (Ministerium für Landwirtschaft und ländliche Entwicklung) in den Regierungen von Donald Tusk und bekleidete dieses Amt erneut von März 2014 bis November 2015 unter Tusk und ab September 2014 unter Ewa Kopacz. Seit 1993 gehört er dem Sejm in dessen II., III., IV., V., VI., VII., VIII., IX., und X. Wahlperiode an. Von 2001 bis 2005 war er dort Fraktionsvorsitzender seiner Partei. Seit Ende 2023 ist er Seniormarschall (Alterspräsident) des Sejm.

## Leben und Beruf
Marek Sawicki schloss 1983 sein Studium an der Hochschule für Pädagogik und Landwirtschaft (heute Uniwersytet Przyrodniczo-Humanistyczny) in Siedlce ab. Anschließend war er von 1983 bis 1986 als Assistent an der Hochschule angestellt. 1985 wurde er Mitglied der Freiwilligen Feuerwehr und saß dort im Präsidium der Woiwodschaft. Von 1987 bis 1988 war er Inspektor der Zuckerfabrik in Sokołów Podlaski. In Sokołów Podlaski war er von 1989 bis 1990 als Lehrer an der Landwirtschaftsschule tätig. 1996 schloss er ein Aufbaustudium am Institut für Landwirtschaftsrecht der Polnischen Akademie der Wissenschaften ab. Am 28. April 2006 verteidigte Marek Sawicki seine Dissertation über Kartoffelanbau und erhielt den Doktor-Titel. Er bewirtschaftet einen eigenen Bauernhof.
Sawicki ist verheiratet und hat zwei Töchter und einen Sohn.

## Politik
1988 trat Sawicki in die Zjednoczone Stronnictwo Ludowe (ZSL) ein. 1990 vereinigte sich die ZSL  mit kleineren Neugründungen zur Polskie Stronnictwo Ludowe (PSL), der er fortan angehörte. Als Gemeindevorsteher (Wójt) der Landgemeinde Repki im Powiat Sokołowski war er von 1990 bis 1996 tätig und gehörte bis 1994 auch dem dortigen Gemeinderat an. Er wurde bei der Parlamentswahl 1993 erstmals in den Sejm gewählt. 1996/1997 war er Staatssekretär im Ministerium für Telekommunikation. Bei den Wahlen 1997 und 2001 wurde er jeweils wiedergewählt. In seiner zweiten Legislaturperiode von 1997 bis 2001 war er Mitglied des Ausschusses für Wettbewerbs- und Konsumentenschutz (Komisja Ochrony Konkurencji i Konsumentów). Von 2001 bis 2005 war er Vorsitzender der Fraktion der Polnischen Volkspartei. Bei der Europawahl 2004 verpasste er den Einzug in das Europaparlament. Bei der Wahl 2005 wurde er in seinem Wahlkreis Siedlce mit 6.527 Stimmen in den Sejm gewählt. Bei der vorgezogenen Wahl 2007 kam er in seinem Wahlkreis auf 10.995 Stimmen und wurde damit ebenso wiedergewählt, wie bei der Wahl 2011.
Seit dem 16. November 2007 war Sawicki Minister für Landwirtschaft und ländliche Entwicklung im Kabinett Tusk I und behielt zunächst diesen Posten im Kabinett Tusk II. Am 18. Juli 2012 reichte er sein Rücktrittsgesuch ein und wurde am 26. Juli 2012 als Minister entlassen. Am 17. März 2014 kehrte er in das Amt des Landwirtschaftsministers zurück. Er behielt das Amt auch unter der neuen Ministerpräsidentin Ewa Kopacz. Bei der Parlamentswahl 2015 erreichte er zwar erneut ein Mandat, die Regierungskoalition aus Platforma Obywatelska PSL verlor jedoch ihre parlamentarische Mehrheit und so schied Sawicki aus der Regierung aus und wurde stellvertretender PSL-Fraktionschef. Auch bei den Sejmwahlen 2019 und 2023, hier bildete die PSL mit der Polska 2050 das Wahlbündnis Trzecia Droga, erneut in das Parlament gewählt. Die X. Wahlperiode eröffnete er am 13. November 2023 als Seniormarschall (Alterspräsident) des Sejm. Er leitet den Ausschuss für staatliche Kontrolle des Sejm.